# سواقة التاكسي (فلم)
سواقة التاكسي فيلم سوري. حيث كان انطلاقة فنانة سورية طموحة ومميزة في السبعينات وقدمت العديد من الأفلام وهي الفنانة غادة الشمعة، وفيلم سواقة التاكسي هو أحد افلامها التي قدمتها ل السينما السورية
وتم تصوير الفيلم في الشاطئ الأزرق في اللاذقية وفي دمشق.
- - فيلم سواقة التاكسي - السينما السورية 1982
  - إنتاج : المنتج الكبير تحسين القوادري - دمشق
  - مونتاج : محمد علي المالح
  - تصوير : عبده حمزة
  - إخراج : محمد شاهين

## بطولة وتمثيل
- - غادة الشمعة
  - ناجي جبر
  - سلوى نور الدين
  - هالة شوكت
  - محمد الشماط
  - نجاح حفيظ
  - مظهر الحكيم
  - إنعام الصالح